# 헤르타 쿠시넨
헤르타 엘리나 쿠시넨(핀란드어: Hertta Elina Kuusinen: 1904년 2월 14일 루한카-1974년 3월 18일 모스크바)은 핀란드의 공산주의 정치인이다. 핀란드 공산당 중앙위원(1944년-1971년), 정치국원, 핀란드 의회 의원(1945년-1972년), 핀란드 인민민주동맹 서기장(1952년-1958년)을 역임했다. 1948년에는 무임소장관으로 입각하여 핀란드 역사상 두 번째 여성 각료가 되었다. 오토 빌레 쿠시넨의 딸이다.